# Bastien Fournier
Bastien Fournier (* 28. März 1981 in Sion) ist ein Schweizer Schriftsteller.

## Leben
Bastien Fournier wuchs in Fully auf. Er studierte Klassische Philologie an der Université Paris-Sorbonne. Er arbeitet als Gymnasiallehrer für Latein und Französisch am Collège de l’Abbaye in Saint-Maurice VS.

## Auszeichnungen
- 1999: Prix des Jeunes de l’Association valaisanne des écrivains
- 2000: Prix international Jeunes auteurs
- 2006: Prix culturel de la Ville de Sion
- 2007: Bourse et Atelier de Berlin de l’État du Valais

## Werke

### Theaterstücke
- Chair sous carapace par temps de guerre, 2002
- Ligne blanche, 2006
- Genèse 4, 2006
- Sur un pont par grand vent, 2010
- La suppliant / Phaidra / Les Africaines / Une femme sur un balcon, 2015

### Prosa
- La Terre crie vers ceux qui l’habitent, 2004
- Salope de pluie, 2006
- Bébé mort et gueule de bois, 2007
- Le Cri de Riehmers Hofgarten, 2010
- Pholoé, 2012
- La Fugue, 2013
- L’Assassinat de Rudolf Schumacher, 2014
- Chapitre un, 2018
- La Cagoule, 2018